# Åttonde generationens spelkonsoler
Åttonde generationens spelkonsoler är en term inom dator- och TV-spelens historia som syftar på de spelkonsoler som följde den sjunde generationen: Microsofts Xbox 360, Sonys Playstation 3 och Nintendos Wii. Den beskriver ibland även bärbara spelkonsoler släppta under samma tidsperiod.
Övergången var ovanlig i och med det att den föregående generationens bäst säljande konsol, Wii, var den första att bytas ut i den åttonde generationen. Nintendo släppte sin nuvarande konsols efterträdare, Wii U, i slutet av 2012. Flera journalister har beskrivit den som den första konsolen tillhörande den åttonde generationen. Vissa journalister har även räknat Playstation Vita och Nintendo 3DS som konsoler tillhörande den åttonde generationen.
Sony visade sin Playstation 4 i februari 2013.
Det förväntas att den åttonde generationens konsoler kommer möta hård konkurrens på spelmarknaden från smartphones och surfplattor, främst Apples Iphone och Ipad.

## Bakgrund
Trots att tidigare konsolgenerationer normalt sett har varat i femårscykler, har övergången från den sjunde till åttonde generationen tagit mer än sex år.
Både Microsoft och Sony sade sommaren 2011 att de har börjat titta på sina nästa konsoler, men anser sig vara bara halvvägs genom en tioårig livscykel för deras nuvarande konsoler. Tillägget av rörelsestyrda och kamerabaserade spelkontroller såsom Kinect och Playstation Move anses ha förlängt de konsolernas livslängd.

## Stationära konsoler

### Wii U
Reggie Fils-Aimé, Nintendo of Americas VD, hävdade i november 2010 att utgivningen av nästa generations Nintendokonsoler skulle avgöras av Wiis fortsatta framgång. Nintendo tillkännagav sedan efterföljaren till Wii, Wii U, på Electronic Entertainment Expo 2011 den 7 juni 2011. 13 september 2012 avslöjade Nintendo att Wii U ska släppas 18 november 2012 i Nordamerika, 30 november 2012 i Europa och Australien och 8 december 2012 i Japan.
Wii U:s huvudsakliga spelkontroll har en inbyggd pekskärm som kan fungera som en extra, interaktiv skärm, i stil med Nintendo DS och 3DS, eller till och med som huvudskärm, vilket tillåter att spel spelas utan någon annan skärm kopplad till konsolen. Wii U kommer också vara kompatibel med sin föregångares standardkontroller, Wii Remote och dess uppgraderade version, Wii Remote Plus, tillsammans med alla deras tillbehör och Wii Balance Board.

### Jämförelse av stationära konsoler
| Namn                     | Wii U | Playstation 4 | Xbox One | Nintendo Switch |
| ------------------------ | --- | --- | --- | --- |
| Konsol                   | | | | |
| Integrerad stöd för 3DTV | Ja | Ja | Ja | Nej |
| Släppdatum               | NA: 18 november 2012 EU: 30 november 2012 AUS: 30 november 2012 JP: 8 december 2012 | NA: 15 november 2013 EU: 29 november 2013 AUS: 29 november 2013 JP: 22 februari 2014 | NA: 22 november, 2013 EU: 22 november, 2013 (Endast vissa länder) AUS: 22 november, 2013 JP: Sent 2014                                               | INT: 3 mars 2017 |
| Pris vid lansering¨      | Standardmodell - US$299.99 - £/€, avgjort av individuella återförsäljare - A$348.00 - ¥26,250 Deluxe/Premium Modell - US$349.99 - £/€, avgjort av individuella återförsäljare - A$428.00 - ¥31,500 | Standardmodell - US$399 - €399 - £349 - A$549 Slim - US$299 - €399 - £259 - A$439 Pro - US$399 - €399 - £349 - A$560 | Launch Model - US$499 - €499 - £429 - A$599 | Standardmodell - US$299.99 - ¥29,980 - £279.99 - €329.99 Lite-modell - US$199.99 - £199.99 - A$329.95 - ¥19,980 OLED-modell - US$349.99 - £309.99 - A$539.95 - ¥37,980 |
| Sålda enheter            | Världen: 13,56 miljoner (sen 30 september 2022) | i.u. | i.u. | Världen: 129,53 miljoner (sen 30 juni 2023) |
| Bäst säljande spel       | Mario Kart 8, 8,46 miljoner exemplar (sen 30 september 2022) | i.u. | i.u. | Mario Kart 8 Deluxe, 55,46 miljoner exemplar (sen 30 juni 2023) |
| Media                    | Wii U Optical Disc Liknar en 25 GB single layer BD på 5x CAV Wii Optical Disc Liknar en 4.7 GB DVD eller 8.4 GB DVD-DL på 6x CAV | Blu-ray, DVD Blu Ray på 6x CAV, DVD på 8x CAV | Blu-ray, DVD | Nintendo Game Card Kassett med 1-64 GB utrymme |
| CPU                      | Tri-Core IBM PowerPC "Espresso" @ 1.24 GHz 3 MB L2 cache (Core 0: 0.5 MB, Core 1: 2 MB, Core 2: 0.5 MB) Delad 34 MB eDRAM med GPU | Octa-Core AMD x86-64 "Jaguar"-based @ 1.6 GHz Delad 4 MB L2 cache (Cores 0-3: 2 MB, Cores 4-7: 2 MB) | Octa-Core AMD x86-64 "Jaguar"-based @ 1.6GHz Delad 4 MB L2 cache (Cores 0-3: 2 MB, Cores 4-7: 2 MB)                                                  | ARM 4 Cortex-A57 cores @ 1.02 GHz |
| GPU                      | AMD Radeon "Latte" GPGPU 320 shaders @ 550 Mhz (0.35 TFLOP/s) Fillrates: 4.4 Gpixel/s, 8.8 Gtexel/s | AMD Radeon "Liverpool" 1152 shaders @ 800 MHz (1.84 TFLOP/s) Fillrates: 25.6 Gpixel/s, 57.6 Gtexel/s | AMD Radeon "Durango" 768 shaders @ 800 MHz (1.23 TFLOP/s) Fillrates: 12.8 Gpixel/s, 38.4 Gtexel/s Fillrates: 13.6 Gpixel/s, 40.9 Gtexel/s            | Nvidia Tegra X1 (Första standardmodell), Nvidia Tegra X1+ (HAC-001, Lite och OLED modell) |
| Minne                    | 2 GB DDR3 RAM @ 1600 MHz (12.8 GB/s) (1 GB tillgängliga för spel) 34 MB eDRAM | 8 GB GDDR5 RAM @ 5500 MHz (176.0 GB/s) | 8 GB DDR3 RAM @ 2133 MHz (68.3 GB/s) (5 GB tillgängliga för spel) 32 MB eSRAM (102 GB/s)                                                             | 4 GB LPDDR4 @ 1331/1600 MHz |
| Lagring                  | 8 GB (Grundläggande), 32 GB (Deluxe/Premium) flashminne Stöder upp till 32 GB SDHC (Endast Wii Mode) Stöder upp till 2 TB USB HDD (Endast Wii U Mode) | 500 GB HDD (utbytbar) Stöder USB HDD | 500 GB HDD (ej utbytbar) Stöder USB HDD (Alla spel måste installeras på en ansluten HDD.)                                                            | 32 GB (Standard och Lite), 64 GB (OLED) flashminne Stöder upp till 2 TB MicroSDXC |
| Nätverk                  | - Fast Ethernet (krävs en tillsats) - Built-in 802.11 a/b/g/n Wi-Fi | - Gigabit Ethernet - Built-in 802.11 b/g/n Wi-Fi | - Gigabit Ethernet - Built-in 802.11 b/g/n Wi-Fi | - Gigabit Ethernet - Built-in 802.11 b/g/n/ac Wi-Fi |
| Dimensioner              | 172 x 46 x 268.5 mm (6.7 x 1.8 x 10.5 in) (bredd x höjd x längd) när den ligger ner | 275 x 53 x 305 mm (10.8 x 2.0 x 12.0 in) (bredd x höjd x längd) när den ligger ner | 309 x 83 x 258 mm (12.1 x 3.2 x 10.1 in) (bredd x höjd x längd) när den ligger ner                                                                   | 102 x 239 x 13,9 mm |
| Vikt                     | 1.5 kg | 2.8 kg | 3.2 kg | 398g (Standard) 277g (Lite) 420g (OLED) |
| Medföljande tillbehör    | Alla modeller - Wii U GamePad - Stylus - Sensor Bar - HDMI kabel Endast för Deluxe/Premium Model - GamePad stativ - GamePad laddare - Konsolstativ | - DualShock 4 - Wired mono headset - HDMI kabel - Micro-USB kabel(laddningssladd till DualShock 4) | - Xbox One Wireless controller - Kinect sensor (måste anslutas till konsolen) - HDMI kabel                                                           | Alla modeller - Laddkabel Endast Standard och OLED - Nintendo Switch Dock - HDMI kabel - Nintendo Switch Joy-cons - Joy-Con grip - 2 Joy-Con straps |
| Andra skärm              | Wii U GamePad (medföljer konsolen) | Playstation Vita PlayStation App på iOS och Android enheter | SmartGlass på Windows 8, Windows Phone, iOS och Android enheter                                                                                      | Inbyggd skärm på konsolen |
| Andra skärm              | Lokal spelstreaming via Off-TV Play till Wii U GamePad för vissa spel | Lokal och fjärrstyrd spelstreaming via Remote Play till PS Vita för samtliga spel (utom de som kräver PS Camera eller PS Move)                                                                                                 | i.u. | |
| Bild                     | 1080p, 1080i, 720p, 480p - HDMI - Komponentvideo - YPbPr - D-Terminal (Endast i Japan) 576i, 480i (standard 4:3 och 16:9 anamorfisk bredformat) - Kompositvideo - S-Video (Endast konsoler inom NTSC) - RGB SCART (Endast konsoler inom PAL ) - D-Terminal (Endast i Japan) | 4K†, 1080p, 1080i och 720p - HDMI † 4K stödjer endast för videor, filmer och bilder. | 4K, 1080p, 1080i och 720p - HDMI in - HDMI ut | TV-läge 1080p, 720p, 480p - HDMI Bärbarläge 720p |
| Ljud                     | - Analog stereo via Analog AV port. - Six-channel PCM linjär utsignal via HDMI | TBA | TBA | - 2.0 Channel PCM Stereo i bärbarläge - 5.1 Channel PCM via HDMI i TV-läge |
| Yttre kapabiliteter      | - SD/SDHC minneskortplats - Bluetooth 4.0 - HDMI (1 out port) - "AV Multi Out" port - 4 USB 2.0 ports (2 på framsidan av konsolen, 2 bak) - Sensor Bar power port - Near Field Communication | - Bluetooth 2.1 + EDR - HDMI (1 out port) - Optical out port - 2 USB 3.0 ports (på framsidan av konsolen) - PS Camera AUX port - Ethernet port                                                                                 | - Wi-Fi Direct - HDMI (1 in port och 1 out port) - 3 USB 3.0 ports (1 vid sidan av konsolen, 2 bak) - Optical out port - Kinect port - Ethernet port | - MicroSD/SDHC/SDXC minneskortplats - Bluetooth 4.1 - 3.5 mm port (1 på konsollen) - HDMI (1 outport) - 2-3 USB 2.0 portar (2 på framsidan av docken, 1 på baksidan (endast Standard-Dock)) - 2 USB-C portar (en på konsollen, en på baksidan av docken) - 1 Ethernet port (Endast OLED-Dock)                                                                                          |
| Spelkontroller           | - Wii U GamePad (upp till 2) - Wii U Pro Controller (upp till 4) - Wii Remote/Plus (upp till 4) - Nunchuk tillbehör - Classic Controller tillbehör - Wii Balance Board - Nintendo 3DS (Endast i vissa spel) | - Dualshock 4 - Playstation Move - Playstation Vita (Endast i vissa spel) - Playstation App | - Xbox One trådlös kontroll - Kinect - SmartGlass | - Nintendo Switch Joy-Cons (Upp till 4) - Nintendo Switch Pro Controller (Upp till 4) - Gamecube Controller (med adapter) |
| Online-tjänster          | Nintendo Network - Nintendo eShop - Miiverse - Nintendo TVii - Wii U Chat | Playstation Network - Playstation Store | Xbox Live - Xbox Games Store | Nintendo Switch Online - Nintendo eShop |
| Online-tjänster          | Nedladdningar av fulla spel och automatiska bakgrundsuppdateringar via SpotPass | Segmenterade spelnedladdningar och automatiska bakgrundsuppdateringar via PlayGo | Segmenterade spelnedladdningar och automatiska bakgrundsuppdateringar                                                                                | Segmenterade spelnedladdningar och automatiska bakgrundsuppdateringar |
| Online-tjänster          | Gratis | Ej gratis Betald prenumeration krävs för att spela online-multiplayer via Playstation Plus (Krävs inte för media applikationer såsom Netflix. Utgivare av free-to-play-spel kan eventuellt erbjuda gratis online-multiplayer.) | Ej gratis Betald prenumeration krävs för online-multiplayer samt övriga tjänster                                                                     | Ej gratis Betald prenumeration krävs för att spela online-multiplayer via Nintendo Switch Online. (Krävs inte för media applikationer såsom YouTube. Utgivare av free-to-play-spel kan eventuellt erbjuda gratis online-multiplayer.) |
| Bakåtkompatibilitet      | Natively - Virtual Console - Nintendo Entertainment System (endast vissa spel) - Super Nintendo Entertainment System (endast vissa spel) - Nintendo 64 (Endast vissa spel) - Game Boy Advance (Endast vissa spel) - Nintendo DS (Endast vissa spel) - PC Engine (Endast vissa spel) Wii Mode - Wii Optical Disc - WiiWare - Virtual Console - Nintendo Entertainment System (endast vissa spel) - Super Nintendo Entertainment System (endast vissa spel) - Nintendo 64 (endast vissa spel) - Sega Master System (endast vissa spel) - Sega Mega Drive/Genesis (endast vissa spel) - TurboGrafx-16/PC Engine (endast vissa spel) - Neo Geo (endast vissa spel) - Commodore 64 (endast vissa spel; bara i Nordamerika och PAL-regionerna) - MSX (Endast vissa spel; bara i Japan) - Arkad (endast vissa spel) | Ej kompatibel med Playstation 3-titlar på grund av hårdvarans inkompatibilitet. | Ej kompatibel med Xbox 360-titlar på grund av hårdvarans inkompatibilitet.                                                                           | - Virtual Console via Nintendo Switch Online - Nintendo Entertainment System (Endast vissa spel) - Super Nintendo Entertainment System (Endast vissa spel) - Game Boy/Game Boy Colour (Endast vissa spel) - Virtual Console via Nintendo Switch Online + Expansion Pass - Nintendo 64 (Endast vissa spel) - Game Boy Advance (Endast vissa spel) - Sega Mega Drive (Endast vissa spel) |
| Spel PVR                 | Skärmdumpar endast med Miiverse integration | Upp till 15 minuter av gameplay med Ustream integration | Upp till 5 minuter av gameplay med Twitch.tv integration                                                                                             | Upp till 30 sekunder av gameplay. |
| Regionskodning           | Regionskodning | Oinskränkt | Oinskränkt | Oinskränkt |
| Lista över spel          | Lista över Wii U-spel | Lista över Playstation 4-spel | Lista över Xbox One-spel | Lista över Nintendo Switch-spel |

## Bärbara konsoler
Nintendo 3DS, efterträdaren till Nintendo DS, släpptes den 26 februari 2011 i Japan. Sony lanserade även en efterträdare till Playstation Portable, vid namn Playstation Vita. Den tillkännagavs officiellt den 27 januari 2011, och släpptes 17 december 2011 i Japan och i februari 2012 i resten av världen. Konsolen demades på E3 2011, där dess officiella namn och pris avslöjades.

### Jämförelse av bärbara konsoler
| Produktlinje              | Nintendo 3DS | Nintendo 3DS | Nintendo 3DS | | Playstation Vita | Playstation Vita | Playstation Vita |
| Namn                      | Nintendo 3DS | Nintendo 3DS XL | Nintendo 2DS | PS Vita (PCH-1000) | PS Vita (PCH-1000) | PS Vita (PCH-2000) |                  |
| ------------------------- | --- | --- | --- | --- | --- | --- | ---------------- |
| Konsol                    | | | | | | |                  |
| 3D-tillgänglig            | Ja | Ja | Nej | Nej | Nej | Nej |                  |
| Släppdatum                | JP: 26 februari 2011 EU: 25 mars 2011 NA: 27 mars 2011 AUS: 31 mars 2011 | JP: 28 juli 2012 EU: 28 juli 2012 NA: 19 augusti 2012 AUS: 23 augusti 2012 | EU: 12 oktober 2013 NA: 12 oktober 2013 AUS: 12 oktober 2013 | JP: 17 december 2011 NA: 22 februari 2012 EU: 22 februari 2012 AUS: 23 februari 2012 | JP: 17 december 2011 NA: 22 februari 2012 EU: 22 februari 2012 AUS: 23 februari 2012 | JP: 10 oktober 2013 |                  |
| Pris vid lansering        | - ¥25,000 - $249.99 - £/€, avgjort av individuella återförsäljare - A$349.95 | - ¥18,900 - $199.99 - £/€, avgjort av individuella återförsäljare - A$249.90 | - $129.99 - £/€, avgjort av individuella återförsäljare - A$ | Wi-Fi - ¥24,980 - $249 - €249 - £229.99 - A$349.95 | Wi-Fi+3G - ¥29,980 - $299 - €299 - £279.99 - A$419.95 | TBA |                  |
| Nuvarande priser          | - ¥15,000 - $169.99 - £/€, avgjort av individuella återförsäljare - A$249.99 | Samma som lanseringspriserna | Samma som lanseringspriserna | Wi-Fi / Wi-Fi+3G - ¥19,980 - $199.99 - €199 - £, avgjort av individuella återförsäljare - A$269.95 | Wi-Fi / Wi-Fi+3G - ¥19,980 - $199.99 - €199 - £, avgjort av individuella återförsäljare - A$269.95 | Samma som lanseringspriserna |                  |
| Sålda enheter             | Världen: 75,94 miljoner (sen 30 september 2022) | Världen: 75,94 miljoner (sen 30 september 2022) | Världen: 75,94 miljoner (sen 30 september 2022) | Världen: 2,2 miljoner(sen 30 juni 2012) | Världen: 2,2 miljoner(sen 30 juni 2012) | Världen: 2,2 miljoner(sen 30 juni 2012) |                  |
| Bäst säljande spel        | Mario Kart 7, 18,97 miljoner exemplar (sen 30 september 2022) | Mario Kart 7, 18,97 miljoner exemplar (sen 30 september 2022) | Mario Kart 7, 18,97 miljoner exemplar (sen 30 september 2022) | TBA | TBA | TBA |                  |
| Skärm                     | Övre skärmen: - Autostereoskopisk (3D) LCD 800 × 240 px (400 × 240 px per öga) - 90 mm - 800 × 240 px (400 × 240 px per öga i 3D) Undre skärmen: - 2D LCD Touchscreen 320 × 240 px QVGA - 77 mm - 320 × 240 px QVGA | Övre skärmen: - Autostereoskopisk (3D) LCD - 124 mm - 800 × 240 px (400 × 240 px per öga i 3D) Undre skärmen: - 2D LCD touchscreen - 106 mm - 320 × 240 px QVGA | Övre skärmen: - 2D LCD - 90 mm - 400 × 240 px Undre skärmen: - 2D LCD touchscreen - 77 mm - 320 × 240 px QVGA | 130 mm OLED 960 × 544 px | 130 mm OLED 960 × 544 px | 5 mm LCD 960 × 544 px |                  |
| Vikt                      | 235 g | 336 g | 260 g | Wi-Fi 260 g | Wi-Fi+3G 279 g | 219 g |                  |
| Storlek                   | - Bred: 134 mm - Djup: 74 mm - Höjd: 22 mm | - Bred: 156 mm - Djup: 93 mm - Höjd: 22 mm | - Bred: 144 mm - Djup: 127 mm - Höjd: 20.3 mm | - Bred: 182 mm - Djup: 83.6 mm - Höjd: 18.6 mm | - Bred: 182 mm - Djup: 83.6 mm - Höjd: 18.6 mm | - Bred: - Djup: - Höjd: |                  |
| Media                     | Nintendo 3DS Game Card (1–8 GB) / Nintendo DS Game Card (8–512 MB) Digital distribution | Nintendo 3DS Game Card (1–8 GB) / Nintendo DS Game Card (8–512 MB) Digital distribution | Nintendo 3DS Game Card (1–8 GB) / Nintendo DS Game Card (8–512 MB) Digital distribution | Playstation Vita Game Card (2–4 GB) Digital distribution | Playstation Vita Game Card (2–4 GB) Digital distribution | Playstation Vita Game Card (2–4 GB) Digital distribution |                  |
| CPU                       | 2-kärning ARM på 266 MHz var | 2-kärning ARM på 266 MHz var | 2-kärning ARM på 266 MHz var | 4-kärnig ARM Cortex-A9 MPCore | 4-kärnig ARM Cortex-A9 MPCore | 4-kärnig ARM Cortex-A9 MPCore |                  |
| GPU                       | DMP 200 MHz PICA200 | DMP 200 MHz PICA200 | DMP 200 MHz PICA200 | 200 MHz SGX543MP4+ | 200 MHz SGX543MP4+ | 200 MHz SGX543MP4+ |                  |
| RAM-minne                 | 128 MB FCRAM, 6 MB VRAM | 128 MB FCRAM, 6 MB VRAM | 128 MB FCRAM, 6 MB VRAM | 512 MB RAM, 128 MB VRAM | 512 MB RAM, 128 MB VRAM | 512 MB RAM, 128 MB VRAM |                  |
| Kamera                    | En framside- och en uppsättning av två bakåtvända 3D 0.3 MP (VGA) kamerasensorer | En framside- och en uppsättning av två bakåtvända 3D 0.3 MP (VGA) kamerasensorer | En framside- och en uppsättning av två bakåtvända 3D 0.3 MP (VGA) kamerasensorer | Fram och bak 0.3 MP (VGA) kamerasensorer | Fram och bak 0.3 MP (VGA) kamerasensorer | Fram och bak 0.3 MP (VGA) kamerasensorer |                  |
| Lagring                   | 2 GB NAND-flashminne | 2 GB NAND-flashminne | 2 GB NAND-flashminne | Playstation Vita Game Card (2–4 GB) Digital distribution | Playstation Vita Game Card (2–4 GB) Digital distribution | Playstation Vita Game Card (2–4 GB) Digital distribution |                  |
| Batteri                   | 1300 mAh lithium-ion battery - 3DS Mode: 3–5 timmar - DS Mode: 5–8 timmar | 1750 mAh lithium-ion battery - 3DS Mode: 3.5–6.5 timmar - DS Mode: 6–10 timmar | 1300 mAh lithium-ion battery - 3DS Mode: 3.5–5.5 timmar - DS Mode: 6–9 timmar | 2200 mAh lithium-ion battery - Spel: 3–5 timmar - Film playback: 5 timmar - Musik: 9 timmar (beroende på skärmens ljusstyrka, Wi-Fi, ljudvolym och om 3G är påslaget)                                                                                | 2200 mAh lithium-ion battery - Spel: 3–5 timmar - Film playback: 5 timmar - Musik: 9 timmar (beroende på skärmens ljusstyrka, Wi-Fi, ljudvolym och om 3G är påslaget)                                                                                | ???? mAh lithium-ion battery - Spel: 4–6 timmar - Film playback: 6 timmar - Musik: 10 timmar |                  |
| Konnektivitet             | - Integrerad 802.11b/g-Wi-Fi - IR-port | - Integrerad 802.11b/g-Wi-Fi - IR-port | - Integrerad 802.11b/g-Wi-Fi - IR-port | - Integrerad 802.11 b/g/n-Wi-Fi - 3G - Bluetooth 2.1+EDR | - Integrerad 802.11 b/g/n-Wi-Fi - 3G - Bluetooth 2.1+EDR | - Integrerad 802.11 b/g/n Wi-Fi - Bluetooth 2.1+EDR |                  |
| Konsolanslutning          | Wii / Wii U | Wii / Wii U | Wii / Wii U | Playstation 3 / Playstation 4 | Playstation 3 / Playstation 4 | Playstation 3 / Playstation 4 |                  |
| Stylus                    | Förlängas upp till 100 mm lång | 96 mm lång | 96 mm lång | i.u. | i.u. | i.u. |                  |
| Användargränssnitt        | - Styrplatta - Styrkors - Autostereoskopisk 5:3-skärm med 3D-reglage - 4:3-pekskärm (bottom) - 3-axels-accelerometer och 3-axels-gyroskop - Volym-reglage - 2D-kamera på framsidan och 3D-kameraset på baksidan - Mikrofon - 10 knappar (X, Y, A, B, L, R, Start, Select, Home, Power) | - Styrplatta - Styrkors - Autostereoskopisk 5:3-skärm med 3D-reglage - 4:3-pekskärm (bottom) - 3-axels-accelerometer och 3-axels-gyroskop - Volym-reglage - 2D-kamera på framsidan och 3D-kameraset på baksidan - Mikrofon - 10 knappar (X, Y, A, B, L, R, Start, Select, Home, Power) | - Styrplatta - Styrkors - Autostereoskopisk 5:3-skärm med 3D-reglage - 4:3-pekskärm (bottom) - 3-axels-accelerometer och 3-axels-gyroskop - Volym-reglage - 2D-kamera på framsidan och 3D-kameraset på baksidan - Mikrofon - 10 knappar (X, Y, A, B, L, R, Start, Select, Home, Power) | - 2 styrspakar - Styrkors - Kapacitiv OLED 16:9-pekskärm - Pekplatta på baksidan - Sixaxis-rörelsesensor - Tre-axels elektronisk kompass - 2D kameror på fram- och baksidan - Mikrofon - 14 knappar (, , L, R, Start, Select, Home, Volume ±, Power) | - 2 styrspakar - Styrkors - Kapacitiv OLED 16:9-pekskärm - Pekplatta på baksidan - Sixaxis-rörelsesensor - Tre-axels elektronisk kompass - 2D kameror på fram- och baksidan - Mikrofon - 14 knappar (, , L, R, Start, Select, Home, Volume ±, Power) | - 2 styrspakar - Styrkors - Kapacitiv OLED 16:9-pekskärm - Pekplatta på baksidan - Sixaxis-rörelsesensor - Tre-axels elektronisk kompass - 2D kameror på fram- och baksidan - Mikrofon - 14 knappar (, , L, R, Start, Select, Home, Volume ±, Power) |                  |
| Regionskodning            | Ja | Ja | Ja | Nej | Nej | Nej |                  |
| Online-tjänster           | Nintendo Network - Nintendo eShop - Miiverse - Nintendo Video - Swapnote (Nintendo Letter Box i PAL-regionen) - StreetPass - StreetPass Mii Plaza (mötesplats för lokala och online spelare) - SpotPass - Nintendo 3DS Internet Browser | Nintendo Network - Nintendo eShop - Miiverse - Nintendo Video - Swapnote (Nintendo Letter Box i PAL-regionen) - StreetPass - StreetPass Mii Plaza (mötesplats för lokala och online spelare) - SpotPass - Nintendo 3DS Internet Browser | Nintendo Network - Nintendo eShop - Miiverse - Nintendo Video - Swapnote (Nintendo Letter Box i PAL-regionen) - StreetPass - StreetPass Mii Plaza (mötesplats för lokala och online spelare) - SpotPass - Nintendo 3DS Internet Browser | Sony Entertainment Network - PlayStation Network - PlayStation Store - Video Unlimited - Music Unlimited - PlayStation Mobile | Sony Entertainment Network - PlayStation Network - PlayStation Store - Video Unlimited - Music Unlimited - PlayStation Mobile | Sony Entertainment Network - PlayStation Network - PlayStation Store - Video Unlimited - Music Unlimited - PlayStation Mobile |                  |
| Medföljande applikationer | Applikationer - Health & Safety Information - Nintendo 3DS Camera (Foto + Video inspelning och redigering) - Nintendo 3DS Sound - Nintendo eShop - Mii Maker - StreetPass Mii Plaza - AR Games - Face Raiders - Swapnote (Nintendo Letter Box i PAL-regionen) - Nintendo Video - Netflix (w/ betald prenumeration) - Hulu Plus (w/ betald prenumeration) - Nintendo Zone - Activity Log - Download Play - System Settings Applikationer med multitasking - Game Notes - Friend List - Notifications - Internet Browser | Applikationer - Health & Safety Information - Nintendo 3DS Camera (Foto + Video inspelning och redigering) - Nintendo 3DS Sound - Nintendo eShop - Mii Maker - StreetPass Mii Plaza - AR Games - Face Raiders - Swapnote (Nintendo Letter Box i PAL-regionen) - Nintendo Video - Netflix (w/ betald prenumeration) - Hulu Plus (w/ betald prenumeration) - Nintendo Zone - Activity Log - Download Play - System Settings Applikationer med multitasking - Game Notes - Friend List - Notifications - Internet Browser | Applikationer - Health & Safety Information - Nintendo 3DS Camera (Foto + Video inspelning och redigering) - Nintendo 3DS Sound - Nintendo eShop - Mii Maker - StreetPass Mii Plaza - AR Games - Face Raiders - Swapnote (Nintendo Letter Box i PAL-regionen) - Nintendo Video - Netflix (w/ betald prenumeration) - Hulu Plus (w/ betald prenumeration) - Nintendo Zone - Activity Log - Download Play - System Settings Applikationer med multitasking - Game Notes - Friend List - Notifications - Internet Browser | - Welcome Park - near - Photos - Music - Videos - Playstation Store - Trophies - Friends - Party - Group Messaging - Notifications - Internet Browser - Email - Maps - Content Manager - Remote Play - Cross-Controller - Settings                   | - Welcome Park - near - Photos - Music - Videos - Playstation Store - Trophies - Friends - Party - Group Messaging - Notifications - Internet Browser - Email - Maps - Content Manager - Remote Play - Cross-Controller - Settings                   | - Welcome Park - near - Photos - Music - Videos - Playstation Store - Trophies - Friends - Party - Group Messaging - Notifications - Internet Browser - Email - Maps - Content Manager - Remote Play - Cross-Controller - Settings                   |                  |
| Bakåtkompatibilitet       | Nintendo DS/DSi Game Cards Endast nedladdningsbart - DSiWare - Virtual Console - Game Boy (Endast vissa spel) - Game Boy Color (Endast vissa spel) - Sega Game Gear (Endast vissa spel) - Nintendo Entertainment System (Endast vissa spel) - Sega Genesis (Endast vissa spel) | Nintendo DS/DSi Game Cards Endast nedladdningsbart - DSiWare - Virtual Console - Game Boy (Endast vissa spel) - Game Boy Color (Endast vissa spel) - Sega Game Gear (Endast vissa spel) - Nintendo Entertainment System (Endast vissa spel) - Sega Genesis (Endast vissa spel) | Nintendo DS/DSi Game Cards Endast nedladdningsbart - DSiWare - Virtual Console - Game Boy (Endast vissa spel) - Game Boy Color (Endast vissa spel) - Sega Game Gear (Endast vissa spel) - Nintendo Entertainment System (Endast vissa spel) - Sega Genesis (Endast vissa spel) | Endast nedladdningsbart - Playstation Portable (Endast vissa spel) - Playstation 1 (Endast vissa spel) | Endast nedladdningsbart - Playstation Portable (Endast vissa spel) - Playstation 1 (Endast vissa spel) | Endast nedladdningsbart - Playstation Portable (Endast vissa spel) - Playstation 1 (Endast vissa spel) |                  |
| Lista över spel           | Lista över Nintendo 3DS-spel | Lista över Nintendo 3DS-spel | Lista över Nintendo 3DS-spel | Lista över Playstation Vita-spel | Lista över Playstation Vita-spel | Lista över Playstation Vita-spel |                  |

## Andra system
Det finns andra konsoler och handhållna konsoler som släpps under samma period. Dessa inkluderar så kallade microkonsoler och andra nischprodukter.
| Namn              | Tillverkare | Släppdatum   | Typ        | OS              | CPU                    | GPU                    | Anteckningar          |
| ----------------- | ----------- | ------------ | ---------- | --------------- | ---------------------- | ---------------------- | --------------------- |
| GamePop           | BlueStacks  | TBA 2013     | Hemkonsol  | Android 4.2     | Okända specifikationer | Okända specifikationer | Prenumerationsbaserad |
| GameStick         | PlayJam     | Augusti 2013 | Hemkonsol  | Android 4.2     | Amlogic 8726-MX        | Mali-400 MP GPU        |                       |
| MOJO              | Mad Catz    | TBA          | Hemkonsol  | Android-baserad | Okända specifikationer | Okända specifikationer |                       |
| Nvidia Shield     | Nvidia      | 31 juli 2013 | Handhållen | Android 4.2     | Tegra 4                | Anpassad 72-core GPU   |                       |
| Ouya              | Boxer8      | 25 juni 2013 | Hemkonsol  | Android 4.1     | Tegra 3                | GeForce ULP GPU        |                       |
| Razer Switchblade | Razer       | TBA 2013     | Handhållen | Windows 7       | Intel Atom             | Okänd GPU              |                       |